# Curdistão iraquiano
O Curdistão iraquiano, conhecido localmente como Região do Curdistão (em curdo: Herêmî Kurdistanî; em árabe: إقليم كردستان, transl. Iqlīm Kurdistān) ou Curdistão do Sul (curdo: باشووری کوردستان, Başûrî Kurdistan) é uma região federal autônoma do Iraque. Faz fronteira com o Irã a leste, a Turquia a norte, a Síria a oeste e com o resto do Iraque ao sul. Sua capital é a cidade de Arbil (em curdo: Hewlêr).
A região é administrada oficialmente pelo Governo Regional do Curdistão e sua população é estipulada em mais de 6 milhões de pessoas. Atualmente, em torno de 1 milhão de refugiados, em sua maioria iraquianos e sírios, também vivem na região, considerada a mais segura do Iraque.
A fundação da Região do Curdistão data do acordo de paz feito em 1970 entre a oposição curda e o governo iraquiano, após anos de combates intensos. Mesmo após o acordo, no entanto, os conflitos entre o Curdistão e o Iraque até 1991 tiraram boa parte da autonomia dos curdos sobre o seu território. Após a invasão americana em 2003, o Curdistão obteve estabilidade política e grande crescimento econômico, ficando conhecido como "o outro Iraque".

## História
O Curdistão iraquiano é parte de uma antiga região conhecida como Alta Mesopotâmia, possuindo sítios arqueológicos que datam do Neolítico. Na Antiguidade, o território fez parte da Assíria por um longo período de tempo, sendo posteriormente, conquistado pelos Medos.
Após isto, a região foi governada pelos Aquêmenidas, Helênicos, Romanos e Partas, estando sempre ligada ao Reino de Adiabena. Em 428, os persas incorporaram-na ao Império Sassânida. Até que em 651, a região é invadida pelos árabes ortodoxos, durante a conquista muçulmana da Pérsia.
Na segunda metade do século XVI, com a fragmentação do Ilcanato, a região divide-se em alguns principados, sendo os principais Soran e Baban, que passaram posteriormente ao controle do Império Otomano.

### Mandato Britânico (1918–1932)
Com o fim da Primeira Guerra Mundial, em 1918, o vilaiete otomano de Moçul, correspondente ao sul do Curdistão, caiu sob domínio britânico, responsável pela Campanha da Mesopotâmia.
Durante a dissolução e a partilha do Império Otomano, os curdos no Iraque tentaram estabelecer, por mais de uma vez, um Estado independente. Em 1919, o xeique da ordem sufista Qadiriyyah, considerado a personalidade mais influente no sul do Curdistão, se uniu com líderes tribais contra os britânicos e declarou um Curdistão independente em maio do mesmo ano. Entre suas tropas e apoiadores, estava o jovem Mustafa Barzani, futuro líder nacionalista curdo. Os britânicos responderam militarmente e Mamude foi derrotado em junho de 1919, sendo exilado na Índia.
Após o Tratado de Sevres, em que se estabeleceram alguns territórios para o Iraque, o sanjaco de Suleimânia ainda permanecia sob o controle direto do alto comissário britânico, responsável pelo Mandato Britânico da Mesopotâmia. Com a penetração do destacamento turco "Özdemir" na área, foi realizada uma tentativa pelos britânicos para combatê-lo, nomeando xeique Mamude, que retornara de seu exílio, governador em setembro de 1922. No entanto, o xeique se revoltou de novo, e em novembro declarou-se rei do nomeado Reino do Curdistão.
Barzanji foi derrotado pelos britânicos em julho de 1924, e em janeiro de 1926, a Liga das Nações encerrou a Questão de Mossul, dando o mandato sobre o território para o Iraque, com a disponibilização pelos direitos especiais para os curdos. Entre 1930-1931, o xeique Mamude Barzanji fez sua última tentativa de tomar o poder, sendo mal sucedido. Posteriormente, ele assinou um acordo de paz com o novo governo iraquiano, retornando ao independente Reino do Iraque em 1932.

### Revolta de Barzani (1960–1979)
Liderados por Mustafa Barzani, os curdos estiveram em luta contra os sucessivos regimes iraquianos a partir de 1960, em busca de sua autonomia. Um plano de paz foi anunciado em março de 1970, e previu uma autonomia curda mais ampla. O plano também deu aos curdos representação em órgãos de governo, a ser implementado em quatro anos. Apesar disso, o governo iraquiano iniciou um programa de arabização nas regiões ricas em petróleo de Quircuque e Khanaqin no mesmo período.
O acordo de paz de 1970 não durou muito, e em 1974, o governo iraquiano iniciou uma nova ofensiva contra os rebeldes curdos, empurrando-os perto da fronteira com o Irã. O Iraque informa a Teerã que estava disposto a satisfazer exigências iranianas em troca de um fim a seu auxílio para os curdos. Além disso, em março de 1975, Iraque e Irã assinaram o Acordo de Argel. Segundo o Irã, o acordo cortava suprimentos para os curdos iraquianos. Seguindo esta evolução, Barzani fugiu para o Irã com muitos dos seus apoiantes. Outros renderam-se em massa e a rebelião terminou dentro de um curto período de tempo. As vítimas da guerra são estimadas em cerca de 5.000 soldados e civis.
Como consequência, o governo iraquiano estendeu seu controle sobre a região norte e, a fim de garantir a sua influência, iniciou um programa de arabização transferindo árabes para as imediações de campos de petróleo no Curdistão, em particular aquelas em torno de Quircuque. As medidas repressivas realizadas pelo governo contra os curdos após o acordo de Argel levaram a novos confrontos entre o exército do Iraque e os guerrilheiros curdos em 1977. Entre 1978 e 1979, 600 aldeias curdas foram queimadas e cerca de 200.000 curdos foram deportados para as outras partes do país.

### Guerra Irã-Iraque e Anfal (1980–1989)
No início de 1980, com a erupção da Guerra Irã-Iraque, outra rebelião curda no norte do Iraque eclodiu, iniciada em grande parte com apoio iraniano.
O estágio mais violento do conflito foi a Campanha al-Anfal do exército iraquiano contra os curdos, que decorreu entre 1986-1989 e incluiu o ataque com gás venenoso em Halabja. Um número estimado de 182.000 curdos perderam a vida durante as séries de ataques e centenas de milhares tornaram-se refugiados, fugindo principalmente para o vizinho Irã. Os ataques levaram também à destruição cerca de 4.000 aldeias curdas.
A rebelião terminou em 1988 com um acordo de anistia entre as duas partes beligerantes: o governo iraquiano e os rebeldes curdos. O Iraque foi amplamente condenado pela comunidade internacional, mas nunca foi seriamente punido pelos meios violentos que utilizou, como o assassinato em massa de centenas de milhares de civis, a destruição generalizada de milhares de aldeias e a deportação de milhares de curdos para o sul e o centro do Iraque.

### Autonomiade facto(1991–2010)

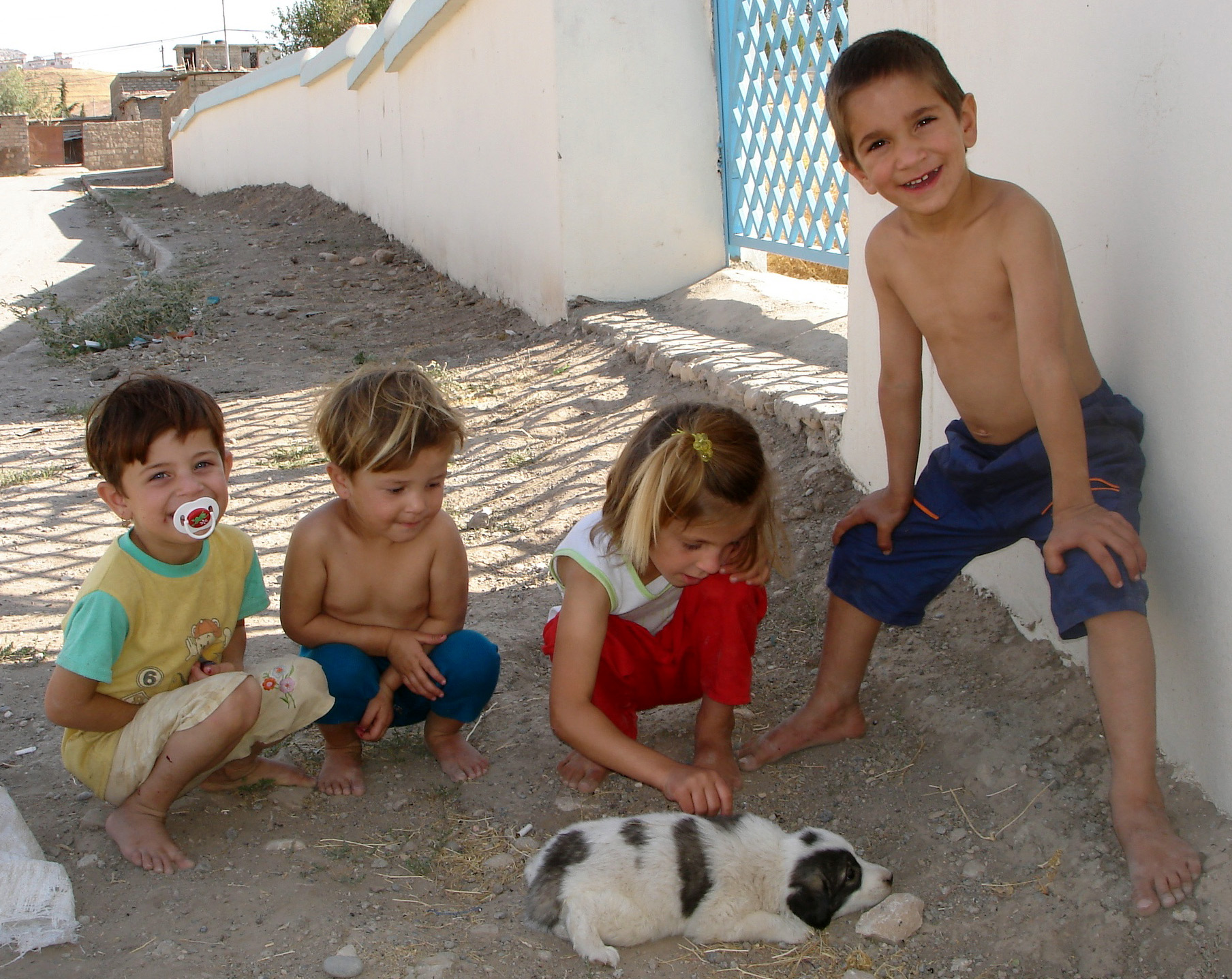
Crianças curdas em As-Sulaymaniyah, cidade da região autônoma do Curdistão, no Iraque

A área entrou em turbulência mais uma vez após a Guerra do Golfo. Durante as revoltas no Iraque de 1991 (em curdo: Raperîn), lideradas pela União Patriótica do Curdistão (UPC) e pelo Partido Democrático do Curdistão (PDC), tropas iraquianas recapturaram as regiões curdas e centenas de milhares de curdos fugiram para zonas fronteiriças no Irã e na Turquia.
Para proteger os curdos e as operações humanitárias, zonas de exclusão aérea no Iraque foram estabelecidas pelo Conselho de Segurança da ONU ainda em 1991, permitindo o retorno dos refugiados. Desta forma, o Curdistão obteve uma autonomia de facto e a região ficou sendo controlada pelos dois partidos locais.
Em 1994, os dois partidos curdos entraram em confronto, ocasionando uma Guerra Civil no Curdistão Iraquiano, que durou até 1997 e terminou apenas com o apoio da Turquia e dos Estados Unidos.
Em 2003, os curdos apoiaram incondicionalmente a invasão do Iraque pelos americanos, cedendo seu território como base de operações. Com as mudanças após a queda de Saddam Hussein, a nova constituição iraquiana de 2005 determinou o Curdistão iraquiano como uma entidade federal, reconhecida pelo Iraque e pelas Nações Unidas. No início de 2006, as duas regiões curdas rivais foram unidas em uma região unificada, e um presidente regional, Massoud Barzani, foi eleito pelo parlamento.
A partir daí, houve grande estabilidade política, segurança e crescimento econômico para os curdos. No começo de 2011, pela primeira vez na história um líder da Turquia esteve na região, o então Primeiro-ministro Recep Erdogan, inaugurando o Aeroporto Internacional de Erbil e o consulado turco na capital.

### Guerra Civil Iraquiana (2011–2017)
Em junho de 2014, grupos fundamentalistas iniciaram uma grande ofensiva no Iraque, e o norte passou a sofrer com as ações do Estado Islâmico do Iraque e do Levante, que invadiu cidades com populações curdas, rumando para a capital Erbil, quando finalmente foi repelido pelas forças Peshmerga. A partir de então, o exército curdo iniciou uma bem-sucedida operação para libertar as áreas ocupadas pelo EIIL no norte do Iraque, como partes das províncias de Quircuque e Ninawa, que foram incorporadas à administração do Governo Regional do Curdistão.
Aproveitando-se da fragilidade do governo central, em fevereiro de 2016, Massoud Barzani anunciou intenções de realizar um referendo visando a independência do Curdistão, em meio a crise de segurança e a crise econômica, provocada pela queda nos preços do petróleo. No final de 2016 e início de 2017, os curdos participaram da Batalha de Mossul, apoiando o exército iraquiano no cerco à cidade, reduto dos fundamentalistas.
Em abril de 2017, os dois maiores partidos curdos acordaram a criação de uma comissão conjunta para impulsionar o referendo de independência na região e reativar o parlamento, sem atividades há mais de um ano. No entanto, a reativação ocorreu apenas poucas semanas antes da votação do referendo, agendado para 25 de setembro. Na época, também foram programadas eleições parlamentares e presidenciais para novembro do mesmo ano.
Apesar da forte oposição do governo do Iraque e de países vizinhos, o referendo de independência do Curdistão iraquiano em 2017 ocorreu de forma pacífica, sob olhares cautelosos da comunidade internacional. Entretanto, ao final de outubro, após o implemento de diversas sanções de Bagdá à região, como retaliação ao referendo de independência, e quase nenhum diálogo entre os dois governos, o exército iraquiano entrou nas áreas em disputa ocupadas pelas forças Peshmerga desde 2014, reincorporando-as à administração federal, entre elas a cidade de Quircuque. Após isto, o governo do Iraque anunciou novas condições para o diálogo com Erbil.
A retomada de Quircuque representou o fim das possibilidades curdas de independência, já que a região era responsável por grande parte da então exportação de petróleo do Curdistão. O governo local declarou que cerca de 100 mil pessoas fugiram de suas casas em Quircuque e em Tuz (distrito) por conta da ação militar iraquiana. Após a perda de Quircuque para o governo do Iraque e a escalada do conflito curdo-iraquiano (2017), as eleições regionais curdas foram canceladas. Logo depois, o presidente Massoud Barzani renunciou ao cargo, deixando o governo da região vacante em plena crise.
Em novembro de 2017, o governo curdo acatou a decisão da Suprema Corte do Iraque, que considerou o referendo de independência inconstitucional. No entanto, as sanções do governo iraquiano à região continuaram, como a proibição de voos internacionais para a capital curda Erbil, que foi retirada apenas em março de 2018.

### Pós-referendo (2018–presente)
Após as eleições parlamentares gerais no Iraque em maio de 2018, foram programadas novas eleições regionais curdas. Em 30 de setembro de 2018, as eleições parlamentares foram realizadas nas quatro províncias que compõem o Curdistão iraquiano, e resultaram em um fortalecimento do partido governista, o PDK. No mês seguinte, o líder do partido e ex-presidente Masoud Barzani anunciou a indicação do atual primeiro-ministro Nechirvan Barzani, seu sobrinho, para a presidência do governo.
Ainda em dezembro de 2018, o comitê de finanças do parlamento iraquiano aprovou um possível aumento da fatia do orçamento federal para a região do Curdistão, que passaria para 14% no ano seguinte. Em junho de 2019, o parlamento regional elegeu Masrour Barzani como o novo primeiro ministro do Curdistão.
De outubro de 2019 a fevereiro de 2020, durante os intensos protestos que tomaram conta do Iraque, a região do Curdistão permaneceu alheia, não havendo manifestações populares em nenhuma de suas cidades. No entanto, no final de 2020, protestos irromperam em algumas cidades curdas, devido ao longo atraso no pagamento do funcionalismo público. Em janeiro de 2021, foi revelado que o governo regional pagou apenas 8 meses de salários em 2020, e que Bagdá não repassou a ele a fatia completa do orçamento federal determinada por lei, que seria de 12,67% em troca de 250 mil barris de petróleo por dia.
Em 7 de março de 2021, a região curda recebeu a histórica visita do Papa Francisco, em sua primeira viagem ao Iraque, num estrito esquema de segurança física e sanitária, devido à Pandemia de COVID-19. No mesmo mês, o país recebeu seu primeiro lote de vacinas contra o Coronavírus.
Em janeiro de 2023, foi divulgado que as autoridades do Curdistão haviam, finalmente, chegado a um acordo com Bagdá para resolver o impasse sobre a quota dos curdos no orçamento federal e sua autonomia sobre os campos petrolíferos da região.
Em janeiro de 2024, uma tragédia de proporções impactantes ocorreu em Erbil, quando a casa de Peshraw Dizayee, respeitado empresário curdo e dono do Falcon Group, foi atingida por um míssil durante um bombardeamento iraniano na capital curda. A vítima, próximo ao clã Barzani, era diretor de projetos significativos, incluindo o Empire World, desempenhando papel crucial na economia local.
No mês de novembro, o governo federal realizou o primeiro censo demográfico na região curda em 40 anos. A pesquisa foi realizada em todo o Iraque e apontada como um importante passo para os curdos aumentarem seus assentos no parlamento nacional e sua fatia no orçamento federal, assim como para comprovar a identidade demográfica das áreas em disputa ao sul, como na província de Kirkuk.

## Geografia

Em rosa: regiões em disputa

A Região do Curdistão é composta oficialmente por quatro províncias do norte do Iraque: Duhok, Arbil, Suleimânia e Halabja, que abrangem um território de cerca de 40.000 quilômetros quadrados. No entanto, ainda existem disputas entre o governo regional curdo e o governo central iraquiano a respeito de territórios de maioria curda fora das atuais fronteiras do Curdistão iraquiano, principalmente na província de Quircuque, também no norte do país, e outras províncias vizinhas.
O principal rio que corta a região é o Rio Tigre, tendo como principais afluentes os rios Grande Zabe, Diala e Pequeno Zabe. A Cordilheira de Zagros também atravessa a região, que é em sua maior parte montanhosa. Devido a isso, o clima é ameno e mediterrânico, com áreas semiáridas ao sul.

### Áreas em disputa
Disputas políticas sobre a fronteira da região do Curdistão com o restante do Iraque têm estado em pauta no país desde a invasão americana em 2003 e a posterior reorganização do governo. A constituição iraquiana de 2005 determinou que deveriam ser realizados referendos nas áreas reivindicadas pelos curdos, para determinar sua incorporação ou não à região autônoma, até o ano de 2007. No entanto, mesmo após uma década não houve nenhuma ação por parte do governo iraquiano, que em 2017 enviou suas tropas para as áreas em disputa.

## Governo e política
O Curdistão é uma democracia parlamentar, com uma Assembleia Nacional com 111 cadeiras. O primeiro ministro é escolhido sempre após as eleições parlamentares, a cada quatro anos, assim como o presidente regional. O cargo de presidente, entre final de 2017 e meados de 2019, esteve vago, depois que Massoud Barzani anunciou sua renúncia em outubro de 2017. As eleições são realizadas, geralmente, junto com o restante do Iraque.

### Eleições recentes
Massoud foi escolhido presidente após as eleições parlamentares de 2005, de forma indireta, e em 2009 venceu as primeiras eleições presidenciais da história do Curdistão. Em 2013, o parlamento estendeu o seu mandato por mais dois anos. Já em 2015, em plena guerra contra o EIIL, o parlamento decidiu novamente estender o seu mandato, devido à impossibilidade da realização de eleições naquele momento. No entanto, pouco tempo depois, a Assembleia Nacional foi paralisada pelo partido governista (KDP).
Em abril de 2016, os órgãos do governo passaram a adotar na internet o domínio ".krd", separado do Iraque. Já em 2017, os maiores partidos da região costuraram um acordo para reativar o parlamento, visando o referendo de independência, o que ocorreu apenas poucas semanas antes da votação, realizada em 25 de setembro. Também foram programadas eleições parlamentares e presidenciais para novembro do mesmo. No entanto, após a realização do referendo e a perda de Quircuque dos curdos para o governo do Iraque, com a escalada do conflito curdo-iraquiano (2017), as eleições foram canceladas.
Apenas em 30 de setembro de 2018, as eleições parlamentares no Curdistão foram realizadas. Após a escolha do novo primeiro ministro, o parlamento elegeu Nechirvan Barzani como presidente regional, sem a realização de eleições diretas, em junho de 2019.

### Forças armadas
O Curdistão iraquiano possui forças armadas desde a década de 1920, período em que o Iraque esteve sob domínio britânico. Estas são constituídas pelo Exército Peshmerga.
Historicamente, os peshmergas existiam apenas como guerrilhas, que lutavam contra o domínio do Império Otomano e Britânico na região. No entanto, durante o período da República de Mahabad (1946–1947), liderados por Mustafa Barzani tornaram-se oficialmente as forças armadas da região. Posteriormente, com a constituição iraquiana de 2005, sua legitimidade foi ratificada.
Hoje, o Curdistão é a região mais estável e segura do Iraque, e nenhum soldado americano estacionado ali foi morto, ferido ou sequestrado desde a invasão do país, em 2003.

### Relações internacionais
O território mantém suas próprias relações estrangeiras, e hospeda consulados e escritórios de representação de diversos países e organizações, entre estas as Nações Unidas, a União Europeia, o Reino Unido, a Alemanha, França, Rússia, China e Turquia.
O Brasil possuía um consul honorário na região, o Dr. Safeen Sindi, até 18 de novembro de 2021, quando por meio de uma portaria do Ministério das Relações Exteriores, o governo brasileiro da época extinguiu o consulado. Em fevereiro de 2015, havia sido dispensada a exigência de visto iraquiano para brasileiros entrarem no Curdistão, embora esta permaneça para o restante do Iraque. Atualmente, todos os assuntos diplomáticos e de vistos são tratados pela Embaixada Brasileira em Bagdá.
Em 2017, a Armênia revelou intenções de abrir um consulado na região. Já em 2018, os Estados Unidos iniciaram a construção do maior consulado americano do mundo, em Erbil. Em 2019, o Catar revelou que também planejava abrir um consulado na capital curda.
Em fevereiro de 2021, o consulado armênio foi inaugurado em Erbil, em uma cerimônia presidida pela cônsul geral da República da Armênia.

## Economia
Como uma das principais forças econômicas do Iraque, o Curdistão tem as mais baixas taxas de pobreza e o mais alto padrão de vida do país.
O ponto de inflexão econômica na região foi uma lei de atração de investimentos aprovada em 2006. A economia curda viveu um boom, com facilidades para o investimento estrangeiro, sendo inaugurados em Erbil um novo aeroporto internacional e o maior shopping do país. A capital curda é considerada uma das cidades mais seguras e modernas do Iraque.
Segundo o governo do Curdistão, quase 40 mil empresas estão registradas na região autônoma, sendo cerca de 33 mil delas negócios locais, 3.500 empresas entrangeiras e 1.200 empresas iraquianas.
De acordo com estimativas do final de 2013, as reservas geológicas das jazidas de petróleo do Curdistão iraquiano ultrapassam 1 bilhão de toneladas de petróleo. Atualmente, um total de 26 empresas de vários países exploram o mineral nos territórios curdo, incluindo Noruega, Áustria, Inglaterra e Turquia.
Em maio de 2025, o governo local renovou uma série acordos com empresas americanas para a exploração de petróleo e gás natural, aprofundando o histórico laço com os Estados Unidos.

### Infraestrutura e transporte
A região possui dois aeroportos internacionais, nas cidades de Erbil e Suleimânia. Atualmente, cerca de 23 companhias aéreas operam no Curdistão iraquiano, sendo 8 delas árabes. Há também companhias de outros países vizinhos, europeias e ocidentais.
Por terra, inúmeras estradas interligam a região com o restante do Iraque, sendo as principais via Mossul e Bagdá. Há ainda diversos postos de fronteira com o Irã e a Turquia, e também um com a Síria.

### Turismo
A região do Curdistão é o principal destino turístico internacional do Iraque, recebendo visitantes de países do Oriente Médio e de outras partes do mundo. No ano de 2018, cerca de 3 milhões de turistas estiveram em suas cidades, consideradas as mais seguras do país. Já em 2022, esse número saltou para 6 milhões de pessoas.
Belas montanhas, cachoeiras e rica gastronomia atraem os visitantes, assim como a facilidade do visto para turismo, e voos diretos de diversas cidades da Ásia e Europa.

## Cultura
A principal festividade do Curdistão é o Noruz (Newroz), conhecido no Ocidente como o "Ano Novo Persa", celebrado anualmente em 21 de março. A festa é tradicional também no Irã e em outros países da região.

### Língua
A língua curda é o idioma oficial do território, em sua variação no dialeto sorâni, também chamado de curdo central. O idioma é escrito em uma variante do alfabeto persa e árabe, embora sinalizações em alfabeto latino também sejam comuns nas cidades. Já o dialeto curmânji, ou curdo sententrional, é falado na província de Dohuk, onde também é chamado de Badînî.

### Religião
Os curdos são em sua maioria muçulmanos sunitas, mas com uma interpretação menos conservadora da fé. A região curda é marcada pela tolerância e liberdade religiosa, havendo também muitos cristãos, judeus e iazidis.

### Televisão
O Curdistão possui diversos canais regionais, com programação inteiramente em língua curda. Dentre os principais canais estão o jornalístico Rudaw e o Kurdsat, que em 2017 estreou uma versão local da franquia Idols, intitulada Kurd Idol.

### Esportes
O principal esporte na região é o futebol. Embora os times curdos disputem os campeonatos nacionais iraquianos, eles possuem também sua própria liga e copa regionais, que são bastante populares entre os torcedores locais. A Premier League do Curdistão é realizada anualmente pela Associação de Futebol do Curdistão Iraquiano e conta com a participação de 14 clubes.
O principal estádio da região é o Estádio Franso Hariri, em Erbil, que já foi usado pela seleção iraquiana de futebol. Em 2012, a Copa do Mundo VIVA foi realizada no Curdistão, sendo vencida pela equipe da casa. Em abril de 2019, a seleção do Curdistão Iraquiano realizou seu primeiro amistoso contra a seleção do Iraque. A partida terminou empatada em 2 a 2, marcando o estreitamento dos laços entre as duas equipes.

## Educação
As duas principais formas da língua curda, o sorâni e o curmânji, são ensinadas nas escolas e universidades da região, junto com o árabe. Antes do estabelecimento do governo regional, em 1992, apenas o árabe era ensinado.
Em 2006, foi aberto o primeiro colégio internacional no Curdistão, o International School of Choueifat, que possui unidades em vários países do Médio Oriente. Outras redes internacionais também se estabeleceram, posteriormente.
A região possui também 11 universidades públicas e diversas universidades particulares, a maioria aberta após 2003. Abaixo, há uma lista delas:
| Instituto                                                     | Website                    | Estabelecimento | Estudantes    |
| ------------------------------------------------------------- | -------------------------- | --------------- | ------------- |
| Universidade Knowledge (KNU)                                  | https://www.knu.edu.iq     | 2009            | 2700          |
| Universidade de Suleimânia (UOS)                              | univsul.edu.iq             | 1968            | 25.900 (2013) |
| Universidade Saladino (SU)                                    | www.su.edu.krd             | 1970            | 20.000 (2013) |
| Universidade de Dohuk                                         | www.uod.ac                 | 1992            | 14.000 (2014) |
| Universidade de Zakho                                         | www.uoz.edu.krd            | 2010            | 2.600 (2011)  |
| Universidade de Koya (KU)                                     | www.koyauniversity.org     | 2003            | 4.260 (2014)  |
| Universidade do Curdistão - Erbil (UKH)                       | www.ukh.edu.krd            | 2006            | 400 (2006)    |
| Universidade Americana do Iraque – Suleimânia (AUIS)          | www.auis.edu.krd           | 2007            | 1.100 (2014)  |
| Universidade Americana do Curdistão - Duhok (AUDK)            | www.audk.edu.krd           | 2014            | (?)           |
| Universidade Médica de Erbil (HMU)                            | www.hmu.edu.krd            | 2005            | 3800 (2020)   |
| Universidade de Administração e Negócios (BMU)                | www.lfu.edu.krd/index.php  | 2007            | (?)           |
| Universidade SABIS                                            | www.sabisuniversity.edu.iq | 2009            | (?)           |
| Universidade Cihan                                            | www.cihanuniversity.org    | 2007            | (?)           |
| Universidade de Ciência e Tecnologia Komar (KUST)             | www.komar.edu.iq           | 2012            | (?)           |
| Universidade Privada de Ciência e Tecnologia de Erbil (HPUST) | hpust.com                  | ?               | (?)           |
| Universidade Ishik (IU)                                       | www.ishik.edu.krd          | 2008            | 1.700 (2012)  |
| Universidade Soran                                            | www.soran.edu.iq           | 2009            | 2.200 (2011)  |
| Universidade Newroz                                           | www.nawrozuniversity.com   | 2004            | (?)           |
| Universidade de Desenvolvimento Humano (UHD)                  | www.uhd.edu.iq             | 2008            | (?)           |
| Universidade Politécnica de Suleimânia (SPU)                  | www.sulypun.org/sulypun    | 1996            | 13.000 (2013) |
| Universidade Católica de Erbil (CUE)                          | www.cue.edu.krd            | 2015            | (?)           |